# Красногорский район (Московская область)
Красного́рский райо́н — упразднённая административно-территориальная единица (район) в центральной части Московской области России.
Административный центр — город Красногорск.
Район образован в 1932 году. Упразднён в 1960 году в пользу Истринского района и восстановлен в 1965 году. С 1965 до 2001 гг. Красногорск как город областного значения в район не входил. Район упразднён вновь в 2017 году. В рамках организации местного самоуправления в границах района с 2005 до 2017 гг. существовал одноимённый муниципальный район (с 2017 года — городской округ Красногорск)

## География

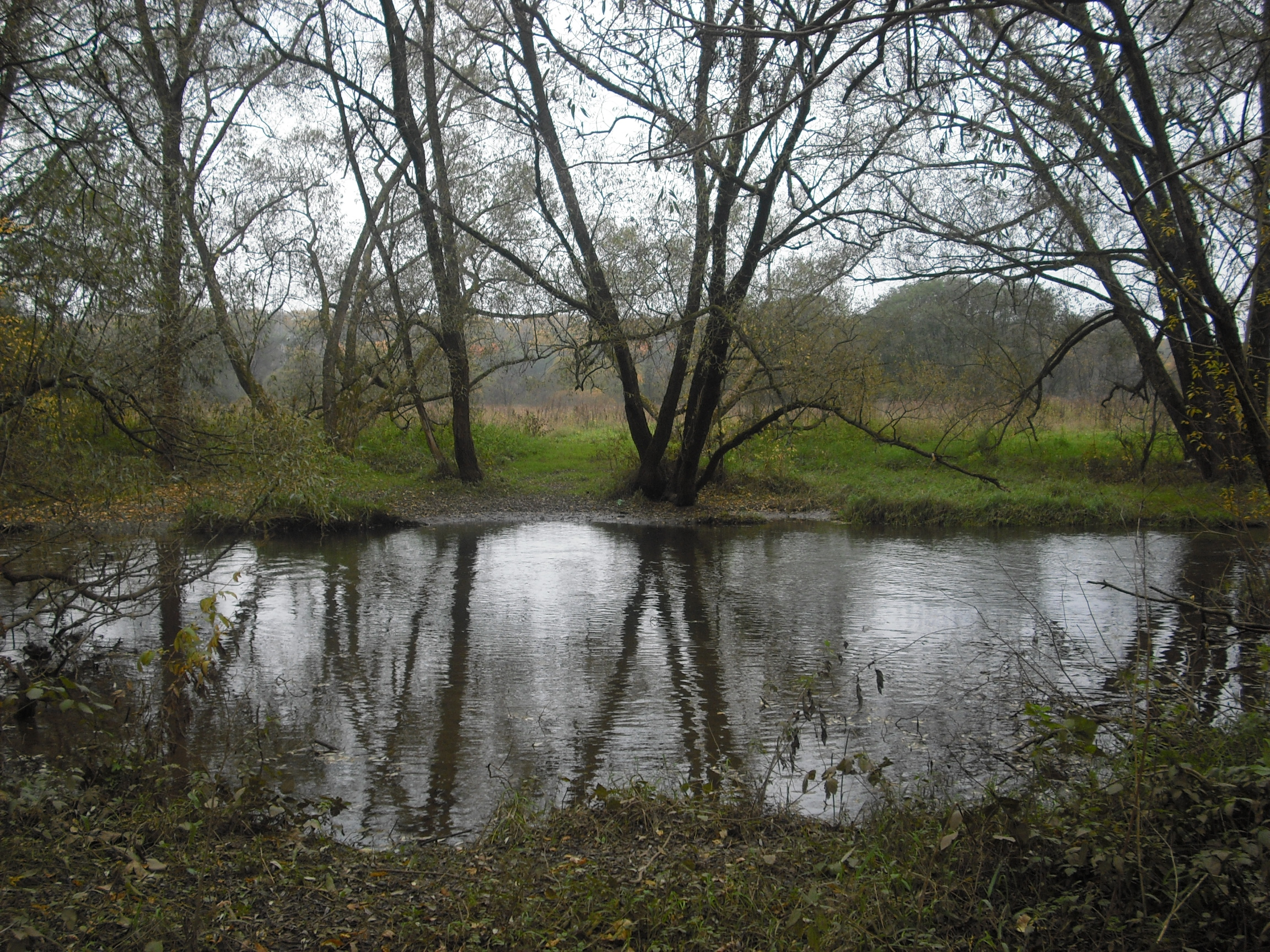
Река Сходня в районе д. Путилково

Площадь района составляла 219 км². Район граничил на востоке с городом Москвой, на юге с Одинцовским, на западе с Истринским, на севере с Химкинским районами Московской области.
Основные реки — Москва, Истра. Также протекают реки Курица, Банька, Синичка и другие.

## История

Красногорский район в границах 1939 года

Красногорский район был образован 27 сентября 1932 года. В его состав вошли:
- из Сходненского района: рабочие посёлки Красногорский, Краснооктябрьский, Новобратцевский; дачный посёлок Химки; сельсоветы Аксиньинский, Ангеловский, Братцевский, Бусиновский, Дудинский, Захарковский, Куркинский, Митинский, Никольский, Новолужинский, Павшинский, Пенягинский, Петрово-Лобановский, Покровско-Глебовский, Путилковский, Сабуровский, Спасский, Тушинский, Химкинский, Черневский, Юрловский
- из Истринского района сельсоветы Бузлановский, Воронковский, Захаровский, Ильинский, Николо-Урюпинский, Новоникольский, Петровский
- из Кунцевского района Глуховский сельсовет.

7 января 1934 года был образован р.п. Тушино, а Захарковский и Тушинский сельсоветы упразднены. 27 апреля был образован дачный посёлок Покровское-Глебово, а Покровско-Глебовский с/с упразднён.
13 мая 1935 года из Лихачёвского с/с Мытищинского района в Петровско-Лобановский с/с Красногорского района было передано селение Терехово, а из Павельцевского с/с Дмитровского района в Петровско-Лобановский с/с Красногорского района — селение Ивакино.
31 марта 1936 года дачный посёлок Химки был преобразован в рабочий посёлок.
5 июня 1938 года р.п. Тушино получил статус города районного подчинения. 3 ноября образован д.п. Ново-Ховрино. 1 декабря были образованы р.п. Трикотажный и Никольский. При этом был упразднён Никольско-Всехсвятский сельсовет. 13 декабря дачный посёлок Покровское-Глебово был преобразован в рабочий посёлок.
23 февраля 1939 года р.п. Химки был преобразован в город. 21 августа р.п. Красногорский был преобразован в город Красногорск.
28 мая 1940 года был образован Химкинский район. В его состав из Красногорского района были переданы город Химки; р.п. Краснооктябрьский и Никольский; д.п. Ново-Ховрино; сельсоветы Аксиньинский, Бусиновский, Куркинский, Новолужинский, Петрово-Лобановский, Химкинский и Юрловский.
7 октября 1940 года указом Президиума Верховного Совета РСФСР рабочий посёлок Красногорск, насчитывавший в то время 20 тысяч жителей был преобразован в город.
В первых числах декабря 1941 года немецкие войска приблизились к Москве и вошли на территорию Красногорского района. В течение нескольких дней шли бои у деревень Козино и Нефедьево, а 5 декабря началось контрнаступление Красной Армии, и немецкая армия была отброшена на запад.
18 марта 1944 года город Тушино был выведен из состава Красногорского района в областное подчинение. При этом к Тушино был присоединён р.п. Покровско-Глебовский. 9 июня к Тушино был присоединён и р.п. Трикотажный.
9 мая 1952 года образован д.п. Опалиха.
14 июня 1954 года были упразднены Ангеловский, Глуховский, Дудинский, Захарковский, Митинский, Николо-Урюпинский, Пенягинский, Петрово-Дальневский, Путилковский, Сабуровский и Черневский с/с. Образован Марьинский с/с.
7 декабря 1957 года был упразднён Истринский район. Из него в Красногорский район вошли города Истра и Дедовск; р.п. Нахабино; д.п. Снегири; сельсоветы Бужаровский, Букаревский, Вельяминовский, Давыдовский, Духанинский, Ермолинский, Ивановский, Костровский, Ленинский, Лучинский, Обушковский и Павло-Слободский.
30 декабря 1959 года были упразднены Бузлановский, Вельяминовский, Новоникольский и Спасский сельсоветы.
28 июля 1960 года Красногорский район был упразднён, а его территория стала частью восстановленного Истринского района, к которому отошли города Истра и Дедовск; д.п. Снегири; сельсоветы Бужаровский, Букаревский, Давыдовский, Духанинский, Ермолинский, Ивановский, Костровский, Ленинский, Лучинский, Обушковский и Павло-Слободский. Братцевский сельсовет вошёл в черту города Москвы. Из упразднённого Химкинского района в Красногорский район были переданы Клязьминский, Молжаниновский, Новолужинский и Старбеевский сельсоветы. Из упразднённого Кунцевского района в Красногорский район были переданы д.п. Баковка и Немчиновка, а также сельсоветы Барвихинский, Мамоновский и Новоивановский. При этом Красногорский район был подчинён Московскому горсовету.
12 ноября 1960 года Новолужинский сельсовет был переименован в Родионовский.
20 января 1961 года к Красногорскому району был присоединён город Химки. 11 ноября Красногорский район был выведен из подчинения Московского горсовета и возвращён в Московскую область.
28 апреля 1962 года город Химки был выведен из состава Красногорского района. 31 июля упразднён Старбеевский сельсовет.
1 февраля 1963 года Истринский район был упразднён. При этом Красногорск стал городом областного подчинения (в подчинение к нему были определены также р.п. Нахабино и Новобратцевский и д.п. Опалиха); Барвихинский, Воронковский, Ильинский, Мамоновский, Марьинский, Новоивановский и Павшинский сельсоветы были переданы в Звенигородский укрупнённый сельский район, а Клязьминский, Молжаниновский и Родионовский сельсоветы — в Солнечногорский укрупнённый сельский район.
13 января 1965 года Красногорский район был восстановлен. В его состав вошли р.п. Нахабино и Новобратцевский; д.п. Опалиха; сельсоветы Воронковский, Ильинский, Марьинский и Митинский. Райцентр Красногорск как город областного значения в район не вошёл.
22 августа 1979 года был образован Петрово-Дальневский сельсовет.
19 марта 1984 года в административное подчинение Московскому городскому Совету народных депутатов переданы посёлки Митинского завода и Новотушино, села Рождественно и Спасс, деревни Митино и Пенягино Митинского сельсовета с территорией общей площадью 1,2 тыс. га, а 11 декабря 1985 года они были включены в состав города Москвы.
18 декабря 1990 года в состав города Москвы включен поселок Новобратцевский с территорией общей площадью 33,4 га согласно представленным схематическому плану и описанию границ этого поселка. Одновременно был создан Путилковский сельсовет.
3 февраля 1994 года сельсоветы были преобразованы в сельские округа.
1 февраля 2001 года город Красногорск утратил статус города областного подчинения и включён в Красногорский район.
28 октября 2004 года дачный посёлок Опалиха был включён в черту города Красногорска.
1 июля 2012 года в рамках проекта расширения Москвы из городского поселения Красногорск Красногорского муниципального района в состав московского района Кунцево ЗАО Москвы была передана территория площадью 570 га. Вместе с территорией из Барвихинского сельского поселения Одинцовского муниципального района переданные участки образовали площадку Рублёво-Архангельское. Ранее планировалась к передаче также деревня Гольево этого поселения, но от этих планов отказались.
Законом Московской области от 28 декабря 2016 года был упразднён Красногорский муниципальный район, а все его поселения к 9 января 2017 года объединены в городской округ Красногорск.
Законом Московской области от 7 апреля 2017 года был упразднён Красногорский район как административно-территориальная единица, преобразованная к 23 апреля 2017 года в город областного подчинения Красногорск с административной территорией.
Постановлением губернатора от 14 марта 2017 года населённые пункты упраздненных сельских поселений Ильинское и Отрадненское были переподчинены Красногорску, а Постановлением губернатора от Постановлением губернатора от 29 марта 2017 года рабочий посёлок Нахабино отнесён в прямое административное подчинение городу Красногорску.

## Население
| 1939     | 1959     | 1970     | 1979     | 1989     | 2002     | 2006     |
| -------- | -------- | -------- | -------- | -------- | -------- | -------- |
| 165 542  | ↗169 100 | ↘54 973  | ↘53 891  | ↘51 823  | ↗149 679 | ↘149 610 |
| 2009     | 2010     | 2011     | 2012     | 2013     | 2014     | 2015     |
| ↗156 719 | ↗179 872 | ↗188 105 | →188 105 | ↗194 504 | ↗200 576 | ↗207 836 |
| 2016     | 2017     |          |          |          |          |          |
| ↗217 404 | ↗231 673 |          |          |          |          |          |

Городское население (город Красногорск и рабочий посёлок Нахабино) составляло 107,3 % от всего населения района в 2017 году.

## Населённые пункты
На момент упразднения Красногорского района к 2017 году в его состав входили 37 населённых пунктов: 1 город, 1 рабочий посёлок, 8 посёлков, 5 сёл и 21 деревня.
| №  | Населённый пункт                  | Тип                   | Население | Бывшее муниципальное образование |
| -- | --------------------------------- | --------------------- | --------- | -------------------------------- |
| 1  | Александровка                     | деревня               | ↘199      | Сельское поселение Ильинское     |
| 2  | Ангелово                          | село                  | ↗243      | Сельское поселение Отрадненское  |
| 3  | Аристово                          | деревня               | ↘36       | Сельское поселение Отрадненское  |
| 4  | Архангельское                     | посёлок               | ↘3656     | Сельское поселение Ильинское     |
| 5  | Бузланово                         | деревня               | ↘162      | Сельское поселение Ильинское     |
| 6  | Воронки                           | деревня               | ↗182      | Сельское поселение Ильинское     |
| 7  | Гаврилково                        | деревня               | ↗344      | Сельское поселение Отрадненское  |
| 8  | Глухово                           | деревня               | ↗291      | Сельское поселение Ильинское     |
| 9  | Гольево                           | деревня               | ↗491      | Городское поселение Красногорск  |
| 10 | Грибаново                         | деревня               | ↗92       | Сельское поселение Ильинское     |
| 11 | Дачного хозяйства «Архангельское» | посёлок               | ↗1263     | Сельское поселение Ильинское     |
| 12 | Дмитровское                       | село                  | ↗602      | Сельское поселение Ильинское     |
| 13 | Желябино                          | деревня               | ↗131      | Городское поселение Нахабино     |
| 14 | Захарково                         | деревня               | ↗470      | Сельское поселение Ильинское     |
| 15 | Ивановское                        | деревня               | ↘129      | Городское поселение Красногорск  |
| 16 | Ильинское                         | село                  | ↘478      | Сельское поселение Ильинское     |
| 17 | Ильинское-Усово                   | посёлок               | ↗3656     | Сельское поселение Ильинское     |
| 18 | Инженерный-1                      | посёлок               | ↗1134     | Сельское поселение Ильинское     |
| 19 | Истра                             | посёлок               | ↘1173     | Сельское поселение Ильинское     |
| 20 | Козино                            | деревня               | ↗595      | Городское поселение Нахабино     |
| 21 | Коростово                         | деревня               | ↗247      | Сельское поселение Отрадненское  |
| 22 | Красногорск                       | город                 | ↗193 127  | Городское поселение Красногорск  |
| 23 | Марьино                           | деревня               | ↗149      | Сельское поселение Отрадненское  |
| 24 | Мечниково                         | посёлок               | ↗2427     | Сельское поселение Ильинское     |
| 25 | Михалково                         | деревня               | ↗39       | Сельское поселение Ильинское     |
| 26 | Нахабино                          | пгт (рабочий посёлок) | ↗55 448   | Городское поселение Нахабино     |
| 27 | Нефедьево                         | деревня               | ↗31       | Городское поселение Нахабино     |
| 28 | Николо-Урюпино                    | село                  | ↗693      | Сельское поселение Ильинское     |
| 29 | Новый                             | посёлок               | ↗2237     | Сельское поселение Ильинское     |
| 30 | Отрадное                          | посёлок               | ↗9445     | Сельское поселение Отрадненское  |
| 31 | Петрово-Дальнее                   | село                  | ↗2001     | Сельское поселение Ильинское     |
| 32 | Поздняково                        | деревня               | ↗273      | Сельское поселение Ильинское     |
| 33 | Путилково                         | деревня               | ↗27 081   | Сельское поселение Отрадненское  |
| 34 | Сабурово                          | деревня               | ↗7794     | Сельское поселение Отрадненское  |
| 35 | Светлые Горы                      | посёлок               | →422      | Сельское поселение Отрадненское  |
| 36 | Степановское                      | деревня               | ↗95       | Сельское поселение Ильинское     |
| 37 | Тимошкино                         | деревня               | ↗102      | Сельское поселение Ильинское     |

## Общая карта
Легенда карты:
|  | Более 100 000 жителей |
|  | 10 000—50 000 жителей |
|  | 2000—5000 жителей     |
|  | 1000—2000 жителей     |
|  | 500—1000 жителей      |

## Территориальное устройство
К началу 2004 года Красногорский район включал 1 город районного значения (Красногорск) и 2 посёлка городского типа (р.п. Нахабино и д.п. Опалиха) с подчинёнными им населёнными пунктами и 5 сельских округов: Воронковский, Ильинский, Марьинский, Петрово-Дальневский, Путилковский.

Картографическое описание границ поселений Красногорского муниципального района (2005—2017)

С 2005 до 2017 гг. в существовавший в этот период в рамках организации местного самоуправления Красногорский муниципальный район входили 4 муниципальных образования, в том числе 2 городских поселения и 2 сельских поселения:
| №        | Муниципальное образование | Административный центр   | Количество населённых пунктов | Население (чел.) | Площадь (км²) |
| -------- | ------------------------- | ------------------------ | ----------------------------- | ---------------- | ------------- |
| 1e-06    | Городское поселение:      |                          |                               |                  |               |
| 1        | Красногорск               | город Красногорск        | 3                             | ↗153 672         | 59,52         |
| 2        | Нахабино                  | рабочий посёлок Нахабино | 4                             | ↗43 025          | 60,42         |
| 2.000002 | Сельское поселение:       |                          |                               |                  |               |
| 3        | Ильинское                 | село Ильинское           | 21                            | ↗22 165          | 76,16         |
| 4        | Отрадненское              | посёлок Отрадное         | 9                             | ↗12 811          | 28,89         |

К 9 января 2017 года с преобразованием муниципального района в городской округ все поселения были упразднены, на их месте созданы одноимённые «территориальные управления» городского округа.

## Экономика
Экономическая активность в районе в основном связана с обрабатывающей промышленностью, строительством; растёт роль малого бизнеса. В 2011 году объём отгруженных товаров собственного производства, выполненных собственными силами работ и услуг составил 80,6 млрд руб (рост на 18,6 % по сравнению с 2010 годом), из которых 44,5 % — доля промышленных организаций. Важнейшие предприятия района — ОАО «Красногорский завод им. С.А. Зверева», ООО «КНАУФ ГИПС», ООО «Первый полиграфический комбинат», ЗАО "Полиграфический комплекс «Экстра-М», ЗАО «Бецема», ОАО «Биомед им. И. И. Мечникова», ОАО «Красногорсклексредства». Оборот розничной торговли за 2011 год составил около 50 млрд руб. (рост на 11,5 %).
Численность занятых в экономике района на 2011 год составляла 64,2 тыс. человек, уровень регистрируемой безработицы на конец этого года — 0,4 %. Среднемесячная заработная плата в 2011 году среди занятых Красногорского района составила 32,3 тыс. руб. (рост на 12,8 % по сравнению с предыдущим годом), а в бюджетной сфере — 21 тыс. руб.
Доходы консолидированного бюджета района в 2011 году составили 5,3 млрд руб. (в 2010 году — 5,1 млрд руб.), 87 % расходов бюджета имели социальную направленность. Прогнозируемый объём доходов бюджета района на 2012 год — 5,7 млрд руб.

## Транспорт
Через район проходят: федеральная автодорога М9 «Балтия» (Новорижское шоссе), а также автодороги Волоколамское шоссе, Р111 Пятницкое шоссе и А109 Ильинское шоссе. Помимо этого, территорию района пересекает железная дорога «Москва—Рига».

## Достопримечательности
- Государственный музей-усадьба «Архангельское»
- Усадьба «Знаменское-Губайлово»
- Усадьба «Николо-Урюпино» XVII—XIX вв.
- Усадьба Петрово-Дальнее
- Мемориальный музей немецких антифашистов
- Музей Техники Вадима Задорожного

В 2009 году в селе Дмитровское был открыт первый в Подмосковье частный выставочный зал современного искусства Гридчинхолл.

## Любопытные факты
- С начала XXI века издания по недвижимости и продавцы дорогих коттеджных посёлков, строящихся на Ильинском шоссе, стали относить южную часть Красногорского района к так называемой Рублёвке[36]
- Здесь находится центральная подстанция  скорой помощи Подмосковья.